# Quận Stephens, Texas
Quận Stephens (tiếng Anh: Stephens County) là một quận trong tiểu bang Texas, Hoa Kỳ. Quận lỵ đóng ở thành phố Breckenridge. Theo kết quả điều tra dân số năm 2010 của Cục điều tra dân số Hoa Kỳ, quận có dân số 9630 người.